# Screaming Lord Byron
Screaming Lord Byron est un personnage que crée et interprète David Bowie pour le court métrage Jazzin' for Blue Jean qui accompagne la sortie du single Blue Jean de l'album Tonight en 1984.
Son nom, sa tenue renvoient au poète romantique anglais Lord Byron et illustrent les affinités des deux hommes : dandysme et adoption successives de personnages, qui étire le concept d'identité dans une permanente réinvention.

## Description
Screaming Lord Byron est une rockstar excentrique, vêtue d'une robe dorée, visage et chevelure uniformément maquillés de même, coiffé d'un turban et portant un pantalon bouffon — un costume conçu par la costumière et cheffe décoratrice Alison Chitty. Dans le film il apparait en coulisse comme un drogué dépourvu d'énergie, mais interprète Blue Jean lors d'un mini-concert, hiératique et captivant sous les yeux fascinés des groupies.
Le court métrage contient la seule incarnation de ce personnage par Bowie : il n'en a jamais plus revêtu les traits et le costume, même sur scène. Le nom combine le patronyme de Lord Byron et les pseudonymes des musiciens Screaming Lord Sutch et Screamin' Jay Hawkins, tous deux connus pour leur présence sur scène.
Bowie interprète également l'autre personnage masculin de la vidéo, Vic, spectateur anonyme qui qualifie Screaming Lord Byron d'« espèce de vieille tante orientale sournoise et lubrique ».

## Bowie et leRomantisme

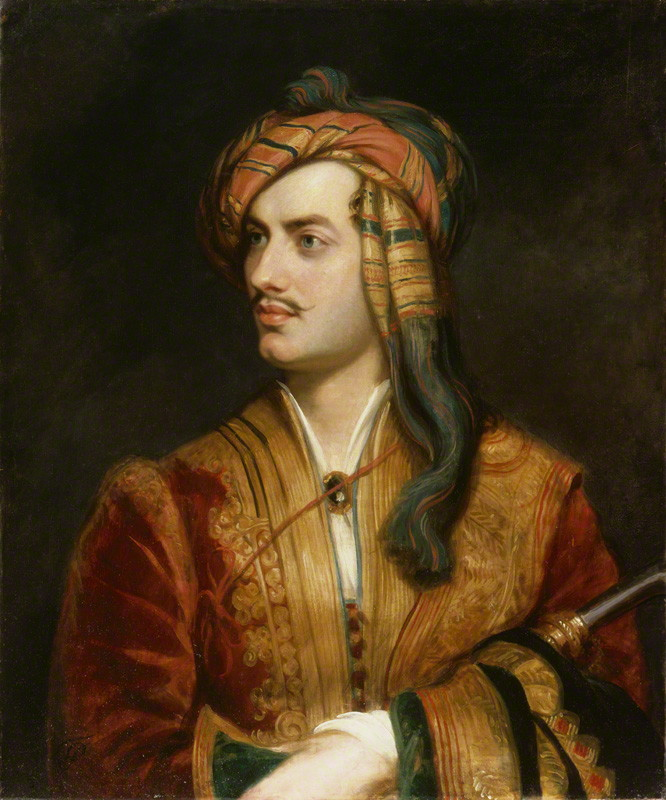
Portrait de Lord Byron en costume albanais, Thomas Phillips, 1835.

Plusieurs auteurs ont signalé les similitudes entre Bowie (« le Dandy absolu ») et Lord Byron : le dandysme des deux artistes, mais aussi leur absence de dogmatisme idéologique ou de couleur politique, leur anarchisme rebelle à toute classification. Ainsi dans Jazzin’ for Blue Jean, le nom de scène et le costume de Screaming Lord Byron renvoie au costume albanais dans lequel Byron pose pour un portrait de Thomas Phillips. 
Comme Bowie, Lord Byron s'est créé des alter egos de fiction qui défient la morale et les conventions de son temps : Childe Harold, The Giaour, The Corsair, personnages éponymes de poèmes de Byron. Tous deux ont de fait construit leur carrière comme l'adoption successives de personnages, étirant le concept d'identité en considérant que le concept d'un self stable et pérenne est une illusion,.
D'une façon plus large, Bowie a été rapproché d'autres grands poètes romantiques anglais comme William et Dorothy Wordsworth, Samuel Taylor Coleridge ou Oscar Wilde.